# Mitra (vedisme)
|  | Per a altres significats, vegeu «Mitra (desambiguació)». |

Mitra (मित्र) va ser un déu de l'Índia. Un dels deu principals de la literatura vèdica, juntament amb Varuna, Indra i les Ashvins. Progressivament va anar desapareixent amb l'hinduisme a favor de Trimurti, Brama, Vixnu i Xiva.
Va tenir dues versions: 
- en el període vèdic (des del II mil·lenni aC. fins al segle vi aC.) va ser un important déu solar;
- en el període hinduista (des del segle v aC. fins a l'actualitat) va esdevenir un déu secundari.

## Al «Rig-veda»

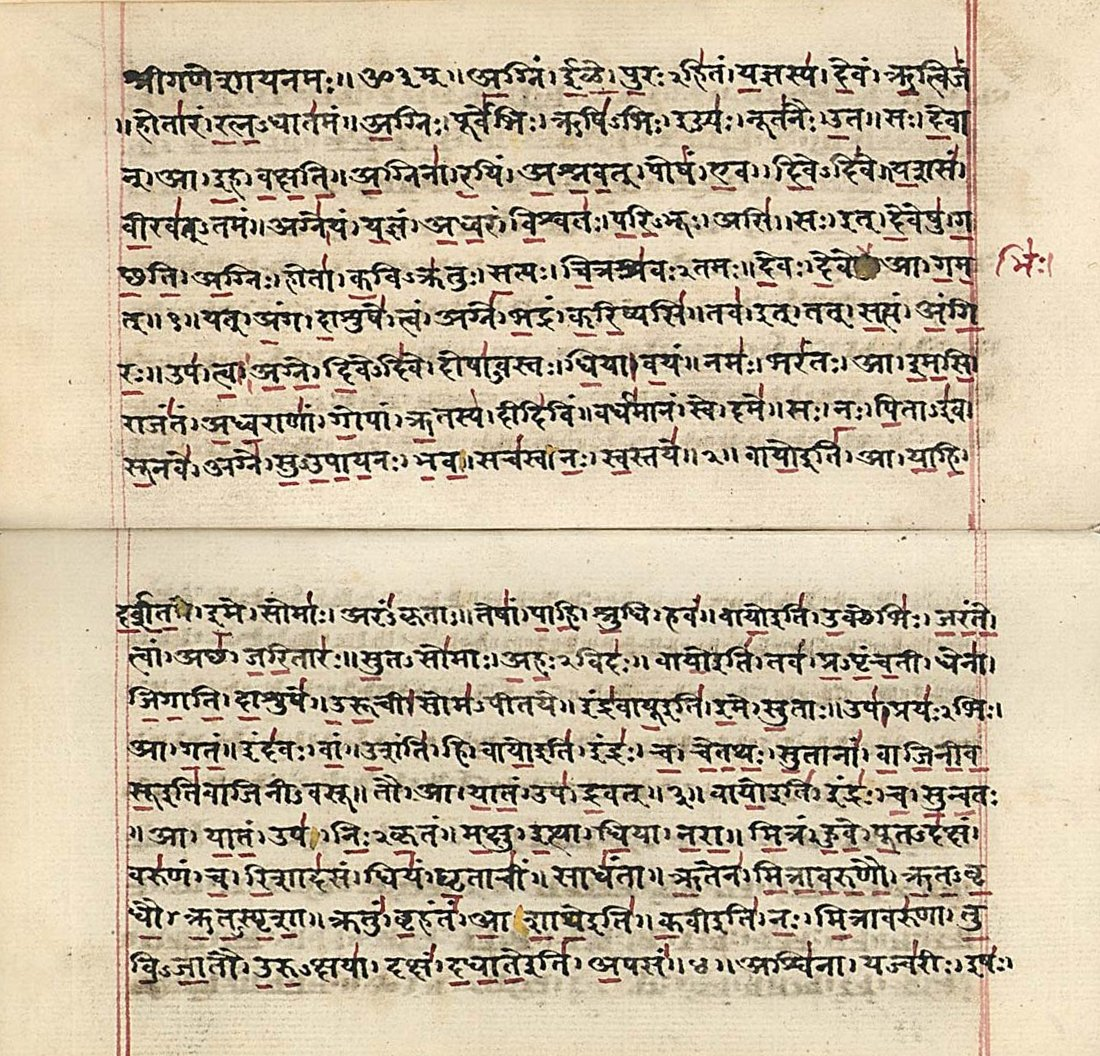
Manuscrit del Rigveda en escriptura devanagari (principi del)

Mitra és un dels déus esmentats al Rig-veda (el text més antic de l'Índia, de mitjan II mil·lenni aC). A la religió vèdica (mil anys anterior a l'hinduisme) Mitra és un dels aditya, els fills de la deessa Aditi. Segons algunes fonts, els seus germans poden ser set o vuit, encara que d'altres referències arriben a dir que fins a trenta-un. Āditya indica la seva classificació de déus solars i/o del cel. Segons el Rig-veda, Aditi és una deïtat femenina, mare de tots els déus, esposa de Kashiapa i filla de Daksa, un déu progenitor de l'univers. Es diu que ella ho conté tot, i se'l podria considerar com «naturalesa» o «deessa primigènia creadora».
Al Rig-veda, Mitra és un déu secundari del sol, sent molt més conegut Surya, que si que queda ben definit com el Déu Sol en totes les escriptures en què se l'esmenta. El Mitra vèdic mai no va sol, sinó en companyia del seu germà bessó Varuna, segons el Rig-veda, i els dos estan inclosos entre els déus germans Āditya.
Mitra està relacionat amb els juraments, les promeses, els contractes, l'honestedat, l'amistat i les trobades, així com considerat com el suau sol de l'alba. No acostuma a tenir tant de protagonisme com el seu conflictiu germà, i per això acostuma a passar més desapercebut. De vegades se'l confon amb Agni, encara que aquest és déu del foc, i força més bèl·lic
En contraposició al seu germà Varuna se l'assigna la creació de llamps, tempestes, pluges, de les aigües, els oceans, els rius i els baixos mons o de les profunditats. També se l'arriba a assignar el paper de déu dels morts, i dins de l'aigua, sempre va acompanyat de Nāga.
També al Rig-veda s'esmenta el seu paper de déu lunar, lloc que més tard s'atribuirà al déu Xandra, i de vegades al déu Xiva.
Mitra, com la seva mare Aditi i la resta dels adityes, poden ser reminiscències de temps molt anteriors a l'establiment del vedisme (religió anterior a l'hinduisme). O també que el mateix Surya, del qual hi ha informació suficient com el Déu Sol, pot també haver estat una espècie d'«adquisició nova» per assimilar cultes d'altres zones de l'Índia.
Tot plegat ve a dir que el déu Mitra vèdic, com Déu-Sol no té a l'hinduisme la rellevància que va tenir Surya. I encara que el déu-sol Surya va tenir un paper protagonista, va ser posteriorment relegat a un segon pla per altres deïtats.